# Ford C1-plattform
Ford C1-plattform är Volvo Personvagnars, tillsammans med Fords andra bolags, minsta bottenplatta. På denna platta byggs därför de mindre bilarna, Volvo S40, Volvo C70 (nya), Volvo V50 och Volvo C30.